# Hypnobryales
Hypnobryales là một bộ rêu trong ngành Bryophyta.